# توماس بنت
توماس بنت (انگلیسی: Thomas Bennett) بازیکن فوتبال اهل پادشاهی متحد بریتانیای کبیر و ایرلند بود.
از باشگاه‌هایی که در آن بازی کرده‌است می‌توان به باشگاه فوتبال لیورپول، و باشگاه فوتبال لیورپول، و باشگاه فوتبال روچدیل اشاره کرد.